# Salve Jorge
Salve Jorge é uma telenovela brasileira produzida e exibida pela TV Globo de 22 de outubro de 2012 a 17 de maio de 2013, em 179 capítulos. Substituiu Avenida Brasil e foi substituída por Amor à Vida, sendo a 4.ª "novela das nove" exibida pela emissora.
Teve autoria de Glória Perez e dirigida por Luciano Sabino, Alexandre Klemperer, Adriano Melo, João Boltshauser e João Paulo Jabur, teve direção geral de Fred Mayrink e Marcos Schechtman, que foi também diretor de núcleo.
Contou com Nanda Costa, Rodrigo Lombardi, Giovanna Antonelli, Cláudia Raia, Flávia Alessandra, Alexandre Nero, Totia Meireles, Dira Paes, Adriano Garib e Carolina Dieckmmann nos papéis principais.

## Enredo
Morena é uma garota do Complexo do Alemão muito corajosa. Tendo sido mãe aos quatorze anos, amadureceu cedo. Foi criada no morro, filha de Lucimar e mãe de Júnior. É no Complexo do Alemão que ela encontra Théo, oficial da cavalaria do exército, devoto de São Jorge. Pressionada por graves problemas financeiros, Morena antevê uma grande oportunidade no convite de Wanda, uma traficante de pessoas da quadrilha de Lívia para trabalhar, por alguns meses, fora do país. Lívia é uma mulher sofisticada e inteligente, que se faz passar por uma agenciadora de talentos artísticos, com contatos preciosos no mundo da moda e do show business, mas na verdade trabalha para o tráfico de pessoas. Em função dessas atividades, costuma passar longas temporadas fora do Brasil. Peça chave na engrenagem dessa nova modalidade de crime, contrata olheiros e providencia as falsificações necessárias para viabilizar a viagem das vítimas, que seduz com promessas de turnês esplendorosas e ofertas de empregos no exterior, muito bem pagos. Assim como Morena, Jéssica, Rosângela e Waleska, entre várias outras meninas, acabam caindo na armadilha preparada por Wanda.
As jovens embarcam acreditando que rapidamente terão dinheiro para mudar de vida e ajudar a família, mas acabam sendo presas e escravizadas. Elas permanecem em um alojamento pequeno dentro de uma boate na Turquia, onde são obrigadas a trabalhar se prostituindo. A quadrilha responsável pelo tráfico é formada pela aliciadora e auxiliar direta, Wanda, a gerente de boates, Irina, e o chefe da segurança, Russo. Além disso, ao longo da novela, Rosângela consegue mudar de lado e alia-se aos traficantes. No decorrer da trama, a competente delegada federal Heloísa é encarregada de investigar os crimes de tráfico de pessoas. Por ironia, o ex-marido dela é Stênio, advogado de Lívia.
Morena vive um romance com Théo, mas entre Morena e Théo, existe outro obstáculo: a tenente Érica, ex-namorada dele. Théo e Érica trabalham juntos, servindo no mesmo regimento da Cavalaria do Exército. Eles têm em comum a paixão pelos animais, a disciplina militar e o temperamento justo e generoso. Porém, o capitão Élcio, que tem uma imensa inveja de Théo por ele ser seu rival nas competições de hipismo, faz de tudo para provocar desavenças entre o casal.

## Elenco
| Intérprete               | Personagem                                                            |
| ------------------------ | --------------------------------------------------------------------- |
| Nanda Costa              | Morena Ribeiro                                                        |
| Rodrigo Lombardi         | Théo Garcia                                                           |
| Giovanna Antonelli       | Delegada Heloísa Correia Sampaio (Helô)                               |
| Totia Meireles           | Wanda Rodrigues / Adalgisa Araújo / Adalgisa Marques / Djanira Araújo |
| Cláudia Raia             | Lívia Marini                                                          |
| Dira Paes                | Lucimar Ribeiro                                                       |
| Alexandre Nero           | Dr. Stênio Alencar                                                    |
| Adriano Garib            | Alejandro Martinis Pavlova (Russo)                                    |
| Carolina Dieckmmann      | Jéssica Lima da Costa                                                 |
| Paloma Bernardi          | Rosângela Oliveira                                                    |
| Flávia Alessandra        | Tenente Érica Castro                                                  |
| Murilo Rosa              | Capitão Élcio Azevedo                                                 |
| Domingos Montagner       | Zyah Khalid                                                           |
| Cleo                     | Bianca Faber                                                          |
| Tânia Khalill            | Ayla Budak                                                            |
| Laryssa Dias             | Waleska Santos                                                        |
| Vera Fischer             | Irina Drummond / Simone                                               |
| Antônio Calloni          | Mustafá Ayata                                                         |
| Zezé Polessa             | Berna Ayata                                                           |
| Dani Moreno              | Aisha Ayata / Regina Aparecida de Souza                               |
| Letícia Spiller          | Antônia Alcântara Vieira                                              |
| Dalton Vigh              | Carlos Flores Galvão                                                  |
| Caco Ciocler             | Celso Vieira                                                          |
| Lizandra Souto           | Amanda Flores Galvão                                                  |
| Otaviano Costa           | Dr. Haroldo Quadros                                                   |
| Thammy Miranda           | Detetive Joyce Guimarães (Jô) / Cylmara / Lohana                      |
| Alexandre Barros         | Ricardo Motta                                                         |
| Roberta Rodrigues        | Maria Vanúbia da Consolação                                           |
| Solange Badim            | Delzuíte Aparecida de Souza                                           |
| Nando Cunha              | José Tobias Mendonça (Pescoço)                                        |
| Bruna Marquezine         | Lourdes Maria de Souza (Lurdinha)                                     |
| Marcello Airoldi         | Humberto Barros (Barros)                                              |
| Suzana Faini             | Áurea Garcia                                                          |
| Odilon Wagner            | Guilherme Thompson (Thompson)                                         |
| Nicette Bruno            | Leonor Flores Galvão                                                  |
| Natália do Valle         | Aída Flores Galvão                                                    |
| Ana Beatriz Nogueira     | Rachel Flores Galvão                                                  |
| Oscar Magrini            | Coronel Geraldo Nunes (Nunes)                                         |
| Nívea Maria              | Isaura Vieira (Isaurinha)                                             |
| Stênio Garcia            | Arturo Vieira                                                         |
| Duda Nagle               | Caíque Pereira Flores Galvão                                          |
| Mariana Rios             | Adriana Sampaio Alencar (Drika)                                       |
| Ivan Mendes              | Pedro Paulo Fialho (Pepeu)                                            |
| Luci Pereira             | Creusa Macedo Matos                                                   |
| Tiago Abravanel          | Demir Khalid                                                          |
| Yanna Lavigne            | Tamar Lanon                                                           |
| Betty Gofman             | Sarila Lanon                                                          |
| Neusa Borges             | Divinéia Feliciano da Silva (Diva)                                    |
| Walter Breda             | Clóvis da Silva                                                       |
| Antônio Carlos Bernardes | Sidney Feliciano da Silva                                             |
| Fernanda Paes Leme       | Tenente Márcia Laranjeira                                             |
| Paula Pereira            | Nilcéia Ribeiro                                                       |
| Elizângela               | Esma Khalid                                                           |
| Ernani Moraes            | Kemal Khalid                                                          |
| Jandira Martini          | Farid Khalid (Vó Farid)                                               |
| Aimée Madureira          | Rayanne                                                               |
| Duda Ribeiro             | Adam                                                                  |
| Karina Ferrari           | Samantha Aparecida de Souza                                           |
| Antônia Frering          | Deborah Maria Magalhães                                               |
| Francisco Carvalho       | Galdino Pereira                                                       |
| Cissa Guimarães          | Maitê Bittencourt                                                     |
| Sidney Sampaio           | Tenente Ciro Bastos                                                   |
| Jone Brabo               | Galego                                                                |
| Júlia Mendes             | Zoe Kelebek                                                           |
| Rosi Campos              | Cacilda                                                               |
| Walderez de Barros       | Cyla Yaman                                                            |
| Isaac Bardavid           | Tartan Yaman                                                          |
| Narjara Turetta          | Buque                                                                 |
| Anderson Müller          | Murat Aslan                                                           |
| Flávia Guedes            | Salete                                                                |
| Clarice Derzié Luz       | Fatma                                                                 |
| Leonardo Carvalho        | Tenente Drago                                                         |
| Luiz Felipe Mello        | Roberto do Nascimento Júnior (Júnior)                                 |
| Kíria Malheiros          | Raíssa Alcântara Vieira                                               |
| Mila Freitas             | Carolina Flores Galvão (Carol)                                        |
| Frederico Volkmann       | Ekran Khalid                                                          |
| Yago Machado             | Hassan Khalid                                                         |

### Participações especiais
| Intérprete             | Personagem                        |
| ---------------------- | --------------------------------- |
| Cristiana Oliveira     | Yolanda Albuquerque Flores Galvão |
| André Gonçalves        | Miroel (Miro)                     |
| Lucy Ramos             | Sheila Laurindo                   |
| Cris Vianna            | Júlia (Julinha)                   |
| Maria Clara Spinelli   | Anita                             |
| Rita Elmôr             | Detetive Riva Silver              |
| Junno Andrade          | Santiago Moura                    |
| Eva Todor              | Dália                             |
| Murilo Grossi          | Detetive Almir                    |
| Jayme Periard          | Garcez                            |
| Sacha Bali             | Roberto do Nascimento (Beto)      |
| Jonas Mello            | Ismael Silveira (Silveira)        |
| Monique Curi           | Helena (Lena)                     |
| Jonathan Azevedo       | Neco                              |
| Lucci Ferreira         | Bené                              |
| Douglas Sampaio        | Gilson                            |
| Carlo Mossy            | Paolo                             |
| Babu Santana           | Queixada                          |
| Arlete Heringer        | Gerusa                            |
| Juliane Almeida        | Kelly                             |
| José D'Artagnan Júnior | Aziz                              |
| Leonardo Machado       | Silvino                           |
| João Signorelli        | Arnold                            |
| Patrícia Araújo        | Priscila                          |
| Kizi Vaz               | Luana                             |
| Ana Paula Lima         | Laura                             |
| Lincoln Tornado        | Soldado Rodrigues (Guerreiro)     |
| Marcos Baô             | Dudi                              |
| Thais Botelho          | Natasha                           |
| Ed Oliveira            | Capanga de Livia                  |
| Henrique Taxman        | Capanga de Mustafá                |
| Lucio Fernandes        | Agente federal                    |
| Luis Bacelli           | Leiloeiro                         |
| Tatiana Zigue          | Amiga de Bianca                   |
| Winderberg Mello       | Segurança                         |
| Valdeci de Sousa       | Dançarino                         |
| Mario Beckman          | Dançarino                         |
| Adriana da Empadinha   | Ela mesma                         |
| Elymar Santos          | Ele mesmo                         |
| Diogo Nogueira         | Ele mesmo                         |
| Paula Fernandes        | Ela mesma                         |
| Jeito Moleque          | Eles mesmos                       |
| Thiaguinho             | Ele mesmo                         |
| Cristiano Araújo       | Ele mesmo                         |

## Produção
Glória Perez se inspirou em casos reais de mulheres traficadas para compor as personagens Morena (Nanda Costa) e Jéssica (Carolina Dieckmann). Ana Lúcia Furtado e Fernanda Kelly Martins foram traficadas, assim como Jéssica, Fernanda Kelly Martins foi assassinada pela quadrilha e Ana Lúcia Furtado foi resgatada. Assim como na novela Caminho das Índias, a trama enfrentou alguns problemas para definir o nome. Glória Perez, a autora, sempre quis que o nome fosse Salve Jorge. Já a emissora estava em dúvida entre o título da autora, tudo isso porque a TV Globo estava com medo de afastar o público evangélico. A TV Globo preferiu cortar a cena de estupro (violação) de Jéssica (Carolina Dieckmann), para deixar a cena mais leve.

### Escolha do elenco
Originalmente, Glória Perez queria Giovanna Antonelli ou Juliana Paes como protagonista Morena, mas nenhuma das duas aceitou o convite.
Giovanna preferiu ficar com outro papel, interpretando a delegada Helô, enquanto Juliana recusou o convite porque estava atuando no remake de Gabriela. Apos da recusa de Giovanna e Juliana o papel ficou com Nanda Costa, e a autora reformulou a sinopse para se encaixar no perfil de Nanda. A atriz foi escolhida depois que a autora assistiu o filme Sonhos Roubados. A escalação de Thammy Miranda causou polêmica, parte do elenco da trama reprovou a escolha. Mas algumas colegas de elenco foram bem legais e aceitaram de bem a escolha como Giovanna Antonelli, Marcello Airoldi, Nanda Costa, e Rodrigo Lombardi. Bruno Gagliasso desistiu do papel de Pepeu porque o ator pretendia dedicar-se a projetos ligados ao cinema e teatro. Ivan Mendes ficou com o papel do trambiqueiro Pepeu. Deborah Secco e Regiane Alves também estavam escaladas para o elenco, mas desistiram porque Deborah estava à disposição para a série Louco por Elas e Regiane preferiu estar em Sangue Bom.
Inicialmente o personagem de Carolina Dieckmann faria apenas uma participação especial de 30 capítulos, mas seu personagem caiu no gosto do público e somente deixou a trama no capítulo 79, do dia 21 de janeiro de 2013, uma segunda-feira. Jéssica descobriu que Lívia é a chefe do tráfico e a vilã assassinou a traficada com uma injeção mortal que levava na bolsa O cantor Leandro Sapucahy fez teste para o papel de Beto, ex-marido de Morena (Nanda Costa), mas o cantor não passou e o papel acabou ficando com Sacha Bali. A atriz Letícia Spiller se sentia muito desprestigiada dentro da TV Globo e pediu um papel a Glória Perez. Letícia ficou com o papel da ex-modelo Antonia. A TV Globo contratou o ator Adriano Garib para fazer o personagem Russo.
Ao final de 2012, Glória Perez anunciou que Sônia Braga entraria na reta final da trama para interpretar Riva, uma policial que se infiltraria no núcleo das traficadas. A atriz demonstrou interesse em participar do projeto e a notícia chegou a ser anunciada pela site oficial da emissora. Posteriormente, Braga relatou através do Facebook que não atuaria na novela devido a conflitos de agenda e a uma falha de comunicação entre ela e a Globo para definir a data das primeiras gravações, sendo substituída sem mais explicações por Rita Elmôr.

### Últimos trabalhos
Salve Jorge foi a última novela da veterana atriz de televisão e teatro Eva Todor, que interpretou Dália. A atriz morreu em 2017, aos 98 anos e com oitenta anos de carreira. Salve Jorge também foi a última novela gravada pelos atores Duda Ribeiro (que morreu em 2016), e que interpretou Adam. Também foi a última novela de Solange Badim, que morreu em 2017, e que interpretou Delzuíte na trama. Foi ainda o último trabalho de José D'Artagnan Júnior, que interpretou Aziz, e que morreu em 2019. A novela foi um marco na carreira do ator Domingos Montagner, que interpretou Zyah na trama de Glória Perez, e que morreu em 15 de setembro de 2016, um dia depois da morte de Duda Ribeiro.

### Locação
Alguns atores do elenco viajaram para Turquia para gravar as primeiras cenas, entre eles estão os protagonistas Nanda Costa, Cláudia Raia e Rodrigo Lombardi, além de Cleo, Domingos Montagner, Tiago Abravanel, Mariana Rios, Ivan Mendes, Alexandre Nero, Betty Gofman, Antonio Calloni, Zezé Polessa, entre outros. Numa entrevista, Schechtman contou sobre o processo de gravação da novela: "Começamos a gravar bem cedinho todos os dias para aproveitarmos a melhor luz. Fomos muito bem recebidos pelo povo turco. É um país de contrastes maravilhosos". Mais de 50 pessoas, entre elas figurinistas, diretores, produtores e atores, embarcaram para a Turquia. Éfeso, cidade turca situada na costa ocidental da Ásia Menor, é a última parada que terminou no início de agosto.
A rústica região da Capadócia, berço do mito de São Jorge, foi escolhida para começar as gravações. Famosa por suas formações geológicas únicas, que lembram o território lunar, a Capadócia tem como significado terra dos belos cavalos. Foram usados mais de 350 cavalos locais nas cenas com os atores. Os tradicionais Vale do Amor, Vale da Rosa e Vale da Imaginação foram algumas das locações escolhidas. O elenco também voou de balão para as cenas que retratam o típico passeio local. Essas cenas contaram também com a participação dos mais de 70 balões cheios de turistas da região. Depois da Capadócia, a produção da novela dirigiu-se para cosmopolita Istambul. Como plano de fundo das cenas, alguns dos cartões postais viagem, que durou 40 dias em três localidades diferentes.

### Preparação
O grupo da cavalaria formado por Rodrigo Lombardi, Flávia Alessandra, Murilo Rosa, Sidney Sampaio, Oscar Magrini, Fernanda Paes Leme e Leonardo Carvalho fez aulas de montaria e passou por uma vivência de cinco dias na Academia Militar das Agulhas Negras, em Rezende, no estado do Rio de Janeiro. Os atores participaram da rotina dos cadetes e passaram por treinamentos físicos, aulas de veterinária, tiro e direção de blindados. Alguns atores tiveram seu visual mudado para a trama. É o caso de Totia Meirelles, Nanda Costa, Cristiana Oliveira, Letícia Spiller, Ivan Mendes, André Gonçalves, Roberta Rodrigues, Narjara Turetta, Bruna Marquezine, Dira Paes, Zezé Polessa, Fernanda Paes Leme, Paloma Bernardi, Giovanna Antonelli, Lucy Ramos, Flávia Alessandra e outros.

### Vinheta de abertura
A abertura da novela foi desenvolvida por Alexandre Pit Ribeiro, e mostra uma sequência de cenas feitas em computação gráfica mostrando São Jorge em cima de seu cavalo percorrendo as cidades do Rio de Janeiro e Istambul, além de mostrar os balões que sobrevoam a Capadócia. A sequência mostra os locais onde a novela foi gravada nas duas cidades, como o Complexo do Alemão no Rio de Janeiro, a Basílica de Santa Sofia e a Fatih Sultan Mehmet Bridge em Istambul. No final, os "papagaios" de seda mostram desenhos que simulam a batalha de São Jorge contra o dragão e no fim aparece o logotipo da novela. Como música de fundo, ouve-se a canção "Alma de Guerreiro", de Seu Jorge, feita especialmente para a novela.

## Repercussão

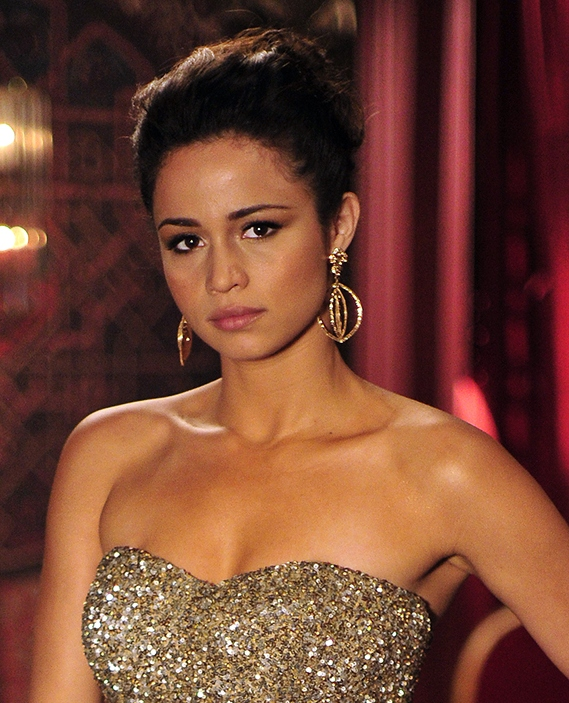
A atriz Nanda Costa interpretou Morena' a protagonista da telenovela.

Salve Jorge ajudou uma mãe a salvar a filha do tráfico de mulheres na Espanha. Imagens da novela, que aborda o tema da exploração sexual, levaram uma mãe brasileira a perceber que sua filha estava em apuros e salvá-la. A trama virou manchete no jornal norte-americano The Wall Street Journal, que a descreveu como uma "história de amor ambientada na favela". Várias personagens se destacaram por seus roupas e acessórios, mas em especialmente a personagem de Giovanna Antonelli: a delegada Helô, que lidera há tempos a lista de itens mais pedidos da Central de Atendimento aos Telespectadores. Todos queriam saber onde encontrar as roupas e acessórios de Helô. O público feminino transformou Salve Jorge num campo de observação e além da delegada outras personagens também viraram moda nas ruas. A trama de Glória Perez se tornou em mais uma novela da Globo que lança moda.
O batom da personagem Lívia Marini (Cláudia Raia) quando ela mata Jéssica ficou entre os itens mais pedidos dos telespectadores, em segundo lugar os óculos de sol marrom-dourados de Bianca (Cleo), em terceiro e quarto lugar batom de Roberta Leone (Glória Pires) de Guerra dos Sexos e o esmalte pink respectivamente e em quinto lugar esmalte marrom de Helô (Giovanna Antonelli).
Os cabelos também viraram referências para mulheres. Os cabelos de Helô (Giovanna Antonelli), Morena (Nanda Costa), Lívia (Cláudia Raia), Bianca (Cleo) e Jéssica (Carolina Dieckmann) ficaram entre os mais pedidos.

### Avaliação em retrospecto
Apesar da novela não ter caído muito no gosto do público, alguns atores e seus personagens se sobressaíram: Totia Meireles como Wanda, Roberta Rodrigues como Maria Vanúbia, Nando Cunha como Pescoço, Adriano Garib como Russo, Paloma Bernardi como Rosângela e até mesmo Nanda Costa como a corajosa Morena. Outros núcleos também ganharam bastante repercussão como a alienação parental retratada por Celso (Caco Ciocler) que fazia de tudo para afastar a filha da mãe, Antônia (Letícia Spiller), além do triângulo amoroso envolvendo Bianca (Cleo), Zyah (Domingos Montagner) e Ayla (Tânia Khalill), e o drama da turca Aisha (Dani Moreno), que em busca de sua família biológica, descobre que foi traficada quando bebê.
O sucesso e a repercussão com o público dos personagens Helô, Stênio e Creusa, interpretados respectivamente por Giovanna Antonelli, Alexandre Nero e Luci Pereira, levaram Gloria Perez a incluí-los no enredo de Travessia, novela também escrita pela autora e exibida em 2022.
Em novembro de 2012, em uma entrevista a revista Veja, a dramaturga Renata Pallottini, professora aposentada de dramaturgia da Escola de Comunicações e Artes (ECA) da USP, classificou o folhetim como "cansativo", "entediante" e "repetitivo", fazendo alusão a outras tramas de autoria da Glória Perez, como O Clone e Caminho das Índias, que sempre retratam culturas de países estrangeiros, aliados a alguma situação polêmica em discussão, no caso da atual novela, o tráfico de mulheres. A mesma revista, publicou ainda, um infográfico chamado Monte 'sua' novela de Glória Perez, que permite usuários de seu site montarem uma telenovela com os seguintes aspectos: um país estrangeiro, um bordão característico do país e um merchandising social da época, temas frequentemente abordados em novelas da autora.
A mídia e o público criticaram a protagonista da novela, Nanda Costa, dividiu a opinião dizendo: "que era legal ter uma atriz com nova cara como protagonista, mas por outro lado sempre existiram a cobrança de se ter um rosto mais conhecido para chamar a atenção da mídia e do público". Muitos atores da novela como Alexandre Nero, Cristiana Oliveira, Murilo Rosa e até a própria protagonista da trama Nanda Costa e outros defenderam a novela e a autora Glória Perez. Cansada das críticas que a novela e ela vinham recebendo a autora rebateu as críticas dizendo que: "era uma insanidade comparar o Bairro do Divino com o Complexo do Alemão".
Famosos também opinaram sobre a novela, como o cantor Luciano e a atriz brasileira Fernanda Souza. Luciano criticou o fato da novela ter cerca de 100 personagens, ele criticou o tema principal, o tráfico de pessoas, alegando que já estava cansado de assistir as cenas de fugas das traficadas. Já Fernanda declarou que está viciada na novela e parabenizou a protagonista Nanda Costa por sua atuação.
O Complexo do Alemão mostrado em Salve Jorge também não agradou os moradores da comunidade, que não acreditam que a produção global retratava com realidade uma das maiores comunidades do Rio de Janeiro. De acordo com o jornal O Globo, os moradores vêm reclamando da forma caricata mostrada nos personagens, e também do sumiço das figuras reais, que era um dos destaques nos primeiros capítulos. As mulheres do Alemão mostradas na novela também não convencem. As pessoas que vivem no Alemão sabe que não é bem assim, cheio de mulheres gostosas, além do fato de viverem fazendo barraco.

### Audiência
Estreou com média de 35 pontos, com picos de 40, e 57% de share no horário. A antecessora Avenida Brasil marcou 37 pontos e 59% de participação na estreia, já Fina Estampa teve 41 pontos. Seu primeiro recorde foi no seu segundo capítulo, 37 pontos e 38 no Rio de Janeiro.
Entretanto, nos capítulos seguintes, a média de audiência caiu, terminando a primeira semana com 33 pontos de média. Nas semanas seguintes a média de audiência caiu ainda mais, chegando a marcar, durante algumas semanas, 30 pontos. Depois de mais de um mês de exibição, a novela marcou a pior audiência do horário com média de 29 pontos.
Bateu recorde negativo de audiência no dia 31 de dezembro de 2012, quando marcou apenas 18 pontos.
No dia 15 de janeiro de 2013 a novela bateu seu terceiro recorde, no ar das 21h07 às 22h08, obteve 35 pontos com 57% de share.
No dia 22 de janeiro de 2013 a novela bateu seu quarto recorde de audiência com média de 37 pontos no Ibope, o mesmo número que o segundo capítulo no dia 23 de outubro. A diferença é que o share atingiu 59% contra 58% do segundo dia do folhetim. A trama atingiu também o pico de 41 pontos.
No dia 28 de janeiro de 2013 a novela bateu mais um recorde com, 39 pontos e 61% de share. Estes números referem-se a São Paulo.
Após 90 capítulos a novela tem média parcial de 30.8 pontos, marca apropriada para uma novela das sete. No mesmo período, as duas últimas antecessoras no horário, isto é, Avenida Brasil e Fina Estampa, tinham 37.7 e 38.8 pontos respectivamente. Estes números referem-se a São Paulo onde é a principal praça do Brasil na faixa da audiência.
Marcou 40 pontos pela primeira vez no dia 19 de março de 2013, após quase 5 meses no ar.
Em sua reta final a novela bateu diversos recordes de audiência, no capítulo exibido na noite de segunda-feira, 6 de maio de 2013, a cena na qual Morena (Nanda Costa) dá uma surra em Lívia (Claudia Raia), fez a trama marcar 45 pontos com picos de 47 na Grande São Paulo.
No seu último capítulo exibido em 17 de maio de 2013 registrou 46 pontos de audiência com 69% de participação na Grande São Paulo, segundo dados consolidados do Ibope.
Terminou com média de 34 pontos, a pior audiência do horário até aquele momento

### Prêmios e indicações
| Ano  | Prêmio                    | Categoria                  | Indicação                             | Resultado | Ref.            |
| ---- | ------------------------- | -------------------------- | ------------------------------------- | --------- | --------------- |
| 2012 | Melhores do Ano           | Ator Revelação             | Tiago Abravanel                       | Venceu    | [ 268 ]         |
| 2012 | Melhores do Ano           | Ator/Atriz Mirim           | Luís Felipe Melo                      | Indicado  | [ 268 ]         |
| 2013 | Prêmio Contigo! de TV     | Melhor Novela              | Glória Perez                          | Indicado  | [ 269 ]         |
| 2013 | Prêmio Contigo! de TV     | Ator de Novela             | Rodrigo Lombardi                      | Indicado  | [ 269 ]         |
| 2013 | Prêmio Contigo! de TV     | Ator de Novela             | Alexandre Nero                        | Indicado  | [ 269 ]         |
| 2013 | Prêmio Contigo! de TV     | Ator de Novela             | Domingos Montagner                    | Indicado  | [ 269 ]         |
| 2013 | Prêmio Contigo! de TV     | Atriz de Novela            | Nanda Costa                           | Indicado  | [ 269 ]         |
| 2013 | Prêmio Contigo! de TV     | Atriz de Novela            | Giovanna Antonelli                    | Indicado  | [ 269 ]         |
| 2013 | Prêmio Contigo! de TV     | Atriz de Novela            | Cláudia Raia                          | Indicado  | [ 269 ]         |
| 2013 | Prêmio Contigo! de TV     | Ator Coadjuvante           | Antonio Calloni                       | Indicado  | [ 269 ]         |
| 2013 | Prêmio Contigo! de TV     | Ator Coadjuvante           | Murilo Rosa                           | Indicado  | [ 269 ]         |
| 2013 | Prêmio Contigo! de TV     | Ator Coadjuvante           | Oscar Magrini                         | Indicado  | [ 269 ]         |
| 2013 | Prêmio Contigo! de TV     | Atriz Coajuvante           | Carolina Dieckmann                    | Indicado  | [ 269 ]         |
| 2013 | Prêmio Contigo! de TV     | Atriz Coajuvante           | Letícia Spiller                       | Indicado  | [ 269 ]         |
| 2013 | Prêmio Contigo! de TV     | Atriz Coajuvante           | Totia Meirelles                       | Venceu    | [ 270 ]         |
| 2013 | Prêmio Contigo! de TV     | Revelação                  | Tiago Abravanel                       | Indicado  | [ 269 ]         |
| 2013 | Prêmio Contigo! de TV     | Revelação                  | Yanna Lavigne                         | Indicado  | [ 269 ]         |
| 2013 | Prêmio Contigo! de TV     | Revelação                  | Dani Moreno                           | Indicado  | [ 269 ]         |
| 2013 | Prêmio Contigo! de TV     | Ator Infantil              | Frederico Volkmann                    | Indicado  | [ 269 ]         |
| 2013 | Prêmio Contigo! de TV     | Ator Infantil              | Luís Felipe Melo                      | Indicado  | [ 269 ]         |
| 2013 | Prêmio Contigo! de TV     | Atriz Mirim                | Kiria Malheiros                       | Indicado  | [ 269 ]         |
| 2013 | Prêmio Contigo! de TV     | Atriz Mirim                | Mila Freitas                          | Indicado  | [ 269 ]         |
| 2013 | Prêmio Contigo! de TV     | Autor de Novela            | Glória Perez                          | Indicado  | [ 269 ]         |
| 2013 | Prêmio Contigo! de TV     | Diretor de Novela          | Marcos Schechtman e Fred Mayrink      | Indicado  | [ 269 ]         |
| 2013 | Meus Prêmios Nick         | Atriz Favorita             | Giovanna Antonelli                    | Venceu    | [ 271 ]         |
| 2013 | Meus Prêmios Nick         | Personagem de TV Favorito  | Helô (Giovanna Antonelli)             | Indicado  | [ 271 ]         |
| 2013 | Prêmio Extra de Televisão | Melhor Novela              | Glória Perez                          | Indicado  | [ 272 ] [ 273 ] |
| 2013 | Prêmio Extra de Televisão | Melhor Atriz               | Giovanna Antonelli                    | Venceu    | [ 273 ]         |
| 2013 | Prêmio Extra de Televisão | Melhor Atriz               | Nanda Costa                           | Indicado  | [ 272 ]         |
| 2013 | Prêmio Extra de Televisão | Melhor Ator Coadjuvante    | Alexandre Nero                        | Venceu    | [ 273 ]         |
| 2013 | Prêmio Extra de Televisão | Melhor Ator Coadjuvante    | Nando Cunha                           | Indicado  | [ 272 ]         |
| 2013 | Prêmio Extra de Televisão | Melhor Atriz Coajuvante    | Totia Meirelles                       | Indicado  | [ 272 ]         |
| 2013 | Prêmio Extra de Televisão | Melhor Ator Revelação      | Adriano Garib                         | Venceu    | [ 273 ]         |
| 2013 | Prêmio Extra de Televisão | Melhor Ator Revelação      | Tiago Abravanel                       | Indicado  | [ 272 ]         |
| 2013 | Prêmio Extra de Televisão | Melhor Atriz Revelação     | Dani Moreno                           | Indicado  | [ 272 ]         |
| 2013 | Prêmio Extra de Televisão | Melhor Atriz Revelação     | Solange Badim                         | Indicado  | [ 272 ]         |
| 2013 | Prêmio Extra de Televisão | Melhor Atriz Revelação     | Thammy Miranda                        | Indicado  | [ 272 ]         |
| 2013 | Prêmio Extra de Televisão | Melhor Ator/Atriz Infantil | Kíria Malheiros                       | Indicado  | [ 272 ]         |
| 2013 | Prêmio Extra de Televisão | Melhor Ator/Atriz Infantil | Luis Felipe Melo                      | Indicado  | [ 272 ]         |
| 2013 | Prêmio Extra de Televisão | Melhor Tema musical        | "Dança Sensual" - (MC Koringa)        | Indicado  | [ 272 ]         |
| 2013 | Prêmio Extra de Televisão | Melhor Tema musical        | "Esse Cara Sou Eu" - (Roberto Carlos) | Venceu    | [ 273 ]         |
| 2013 | Prêmio Extra de Televisão | Ídolo Teen                 | Bruna Marquezine                      | Indicado  | [ 272 ]         |
| 2013 | Prêmios UOL               | Melhor Novela              | Glória Perez                          | Indicado  | [ 274 ]         |
| 2013 | Prêmios UOL               | Melhor Atriz               | Giovanna Antonelli                    | Venceu    | [ 274 ]         |
| 2013 | Prêmios UOL               | Melhor Atriz               | Nanda Costa                           | Indicado  | [ 274 ]         |
| 2013 | Prêmios UOL               | Melhor Ator                | Alexandre Nero                        | Indicado  | [ 274 ]         |
| 2013 | Prêmios UOL               | Melhor Vilão               | Claudia Raia                          | Indicado  | [ 274 ]         |
| 2013 | Prêmios UOL               | Melhor Par Romântico       | Giovanna Antonelli e Alexandre Nero   | Indicado  | [ 274 ]         |
| 2013 | Prêmios UOL               | Atriz/Ator revelação       | Thammy Miranda                        | Indicado  | [ 274 ]         |
| 2013 | Prêmio Quem de Televisão  | Melhor Atriz               | Cláudia Raia                          | Indicado  | [ 275 ]         |
| 2013 | Prêmio Quem de Televisão  | Melhor Atriz               | Giovanna Antonelli                    | Venceu    | [ 275 ]         |
| 2013 | Prêmio Quem de Televisão  | Melhor Atriz               | Nanda Costa                           | Indicado  | [ 275 ]         |
| 2013 | Prêmio Quem de Televisão  | Melhor Ator Coadjuvante    | Alexandre Nero                        | Venceu    | [ 275 ]         |
| 2013 | Prêmio Quem de Televisão  | Melhor Atriz Coadjuvante   | Totia Meirelles                       | Indicado  | [ 275 ]         |
| 2013 | Prêmio Quem de Televisão  | Revelação da TV            | Dani Moreno                           | Indicado  | [ 275 ]         |
| 2013 | Prêmio Quem de Televisão  | Revelação da TV            | Nanda Costa                           | Indicado  | [ 275 ]         |
| 2014 | Troféu Imprensa           | Melhor Novela              | Glória Perez                          | Indicado  | [ 276 ] [ 277 ] |
| 2014 | Troféu Imprensa           | Melhor Atriz               | Giovanna Antonelli                    | Indicado  | [ 276 ] [ 277 ] |
| 2014 | Troféu Imprensa           | Revelação                  | Tiago Abravanel                       | Indicado  | [ 276 ] [ 277 ] |
| 2014 | Troféu Internet           | Melhor Novela              | Glória Perez                          | Indicado  | [ 276 ] [ 277 ] |
| 2014 | Troféu Internet           | Melhor Atriz               | Giovanna Antonelli                    | Venceu    | [ 276 ] [ 277 ] |
| 2014 | Troféu Internet           | Melhor Atriz               | Nanda Costa                           | Indicado  | [ 276 ] [ 277 ] |
| 2014 | Troféu Internet           | Revelação do Ano           | Tiago Abravanel                       | Indicado  | [ 276 ] [ 277 ] |

### Controvérsias
Logo na primeira semana, a telenovela foi alvo de boicote por parte do público evangélico. O motivo era que, segundo eles, a novela estava fazendo adoração à Ogum (denominação de São Jorge no candomblé). Em resposta, a autoria Glória Perez afirmou que esse boicote era imbecil e tinha interesses comerciais.
A crítica especializada negativou o fato da trama ter um número grande de personagens sem real função ou histórias próprias, incluindo
André Gonçalves, Rosi Campos, Sidney Sampaio, Sacha Bali, Cristiana Oliveira, Eva Todor, Ernani Moraes, Elizângela, Walderez de Barros, Cissa Guimarães, Narjara Turetta, Cris Vianna, Isaac Bardavid e Jonas Mello e Jandira Martini, citando que eles eram "orelhas" de luxo. De acordo com um levantamento feito pela Folha de S.Paulo, a cachorrinha Emily, mascote da personagem de Nicette Bruno, apareceu mais que os veteranos citados.
A atriz Ana Beatriz Nogueira, intérprete de Rachel, pediu para deixar o elenco, uma vez que se sentia desprestigiada pelo papel e havia recebido uma proposta por Saramandaia. Como justificativa, sua personagem foi assassinada por Lívia Marini (Cláudia Raia) após descobrir o segredo da chefe da máfia. Antes da decisão da saída da atriz, a personagem seria salva pelo gongo. Élcio (Murilo Rosa) chegaria no exato momento e impediria Lívia (Cláudia Raia) de assassinar a namorada. A cena precisou ser reescrita.

## Exibição
De 29 de outubro de 2018 a 13 de abril de 2019, Salve Jorge foi reprisada no Vale a Pena Ver de Novo, da TV Globo Internacional. Em Portugal, a novela foi um fenômeno de audiência tornando-se o programa mais assistido do país.

### Outras mídias
Nunca reprisada no Brasil, Salve Jorge figura entre as novelas mais assistidas do Globoplay. De forma curiosa, está presente no Top 10 de mais assistidas desde 2020, ininterruptamente.
Em 23 de janeiro de 2023, foi disponibilizada pelo Globoplay como parte do Projeto Originalidade, com a atualização para o formato de exibição original; com o formato de imagem restaurado em Full HD, além de aberturas, vinhetas de intervalo e encerramento originais.

### Exibição internacional
A novela já foi licenciada para mais de 90 países.
| Exibição pelo mundo            | Exibição pelo mundo | Exibição pelo mundo        | Exibição pelo mundo     | Exibição pelo mundo     | Exibição pelo mundo | Exibição pelo mundo | Exibição pelo mundo |
| País                           | Canal               | Título local               | Estreia                 | Final                   | Horário semanal     | Hora                | Ref.                |
| ------------------------------ | ------------------- | -------------------------- | ----------------------- | ----------------------- | ------------------- | ------------------- | ------------------- |
| São Tomé e Príncipe            | TVS                 | Salve Jorge                | 29 de outubro de 2012   | 24 de maio de 2013      | Segunda a Sábado    | 21:15               | —                   |
| Portugal                       | SIC                 | A Guerreira                | 23 de setembro de 2013  | 8 de agosto de 2014     | Segunda a Sexta     | 23:45               | [ 288 ]             |
| Uruguai                        | Teledoce            | La Guerrera                | 13 de janeiro de 2014   | 1º de agosto de 2014    | Segunda a Sexta     | 19:00               | [ 289 ]             |
| Chile                          | Canal 13            | La Guerrera                | 13 de janeiro de 2014   | 28 de julho de 2014     | Segunda a Quarta17  | 23:3018             | [ 290 ]             |
| Albânia                        | Top Channel         | Guximi i Një Gruaje        | 3 de fevereiro de 2014  | 3 de outubro de 2014    | Segunda a Sexta     | 14:001              | —                   |
| Kosovo                         | Top Channel         | Guximi i Një Gruaje        | 3 de fevereiro de 2014  | 3 de outubro de 2014    | Segunda a Sexta     | 14:001              | —                   |
| Argentina                      | Telefe              | La Guerrera                | 14 de abril de 2014     | 29 de setembro de 2014  | Segunda a Sexta     | 18:002              | [ 291 ]             |
| Cabo Verde                     | TCV                 | Salve Jorge                | 28 de abril de 2014     | 19 de novembro de 2014  | Segunda a Sábado    | 20:303              | [ 292 ]             |
| Argentina                      | Canal 9             | La Guerrera                | 12 de maio de 2014      | 21 de novembro de 2014  | Segunda a Sexta     | 15:0014             | [ 293 ]             |
| Angola                         | TPA1                | Salve Jorge                | Desconhecido            | Desconhecido            | Segunda a Sábado4   | 22:304              | [ 294 ]             |
| Nicarágua                      | Televicientro       | La Guerrera                | 19 de maio de 2014      | 28 de novembro de 2014  | Segunda a Sexta     | 20:00               | —                   |
| Moçambique                     | STV                 | Salve Jorge                | 14 de julho de 2014     | 27 de fevereiro de 2015 | Segunda a Sábado    | 21:00               | —                   |
| Costa Rica                     | Teletica            | La Guerrera                | 28 de julho de 2014     | 10 de dezembro de 20145 | Segunda a Sexta     | 21:00               | —                   |
| Peru                           | ATV                 | La Guerrera                | 30 de julho de 2014     | 3 de fevereiro de 2015  | Segunda a Sexta     | 20:306              | —                   |
| República Dominicana           | Tele Antillas       | La Guerrera                | 25 de agosto de 2014    | 13 de março de 2015     | Segunda a Sexta     | 21:00               | [ 295 ]             |
| Coreia do Sul                  | TeleNovela          | 브레이브 우먼              | 16 de setembro de 2014  | 23 de janeiro de 2016   | Terça7              | 20:308              | —                   |
| Albânia                        | RTV21               | Guximtarja                 | 26 de setembro de 2014  | 13 de abril de 2015     | Segunda a Sexta     | 09:159              | [ 296 ]             |
| Kosovo                         | RTV21               | Guximtarja                 | 26 de setembro de 2014  | 13 de abril de 2015     | Segunda a Sexta     | 09:159              | [ 296 ]             |
| Macedónia do Norte             | RTV21               | Guximtarja                 | 26 de setembro de 2014  | 13 de abril de 2015     | Segunda a Sexta     | 09:159              | [ 296 ]             |
| Israel                         | Viva                | הלוחמת                     | 28 de setembro de 2014  | 9 de abril de 2015      | Domingo a Quinta    | 20:50               | [ 297 ]             |
| Geórgia                        | Palitra TV          | თურქული ვნება              | 13 de outubro de 2014   | 24 de abril de 2015     | Segunda a Sexta     | 19:30               | [ 298 ]             |
| México                         | Azteca Trece        | La Guerrera                | 13 de outubro de 2014   | 10 de março de 2015     | Segunda a Sexta     | 23:00               | [ 299 ]             |
| Mongólia                       | NTV                 | Хатан зоригт бүсгүй        | 20 de outubro de 2014   | 15 de maio de 2015      | Segunda a Sexta     | 22:00               | [ 300 ]             |
| França                         | RFO10               | Captive                    | 3 de novembro de 2014   | 15 de maio de 2015      | Segunda a Sexta     | 18:0011             | —                   |
| Guatemala                      | Canal 3             | La Guerrera                | 3 de novembro de 2014   | 1 de maio de 2015       | Segunda a Sexta     | 22:00               | —                   |
| Paraguai                       | SNT                 | La Guerrera                | 9 de dezembro de 2014   | 24 de junho de 2015     | Segunda a Sexta     | 21:00               | [ 301 ]             |
| Costa do Marfim                | RTI 1               | Captive                    | 14 de janeiro de 2015   | 9 de fevereiro de 2016  | Segunda a Sexta     | 13:3012             | —                   |
| Arménia                        | Armenia TV          | Խիզախ կինը                 | 10 de fevereiro de 2015 | 31 de agosto de 201513  | Segunda a Sexta     | 19:00               | —                   |
| Equador                        | Ecuavisa            | La Guerrera                | 10 de fevereiro de 2015 | 20 de julho de 2015     | Segunda a Sexta     | 20:45               | [ 302 ]             |
| Honduras                       | VTV                 | La Guerrera                | 2 de março de 2015      | 16 de setembro de 2015  | Segunda a Sexta     | 21:00               | [ 303 ]             |
| Uganda                         | NTV Uganda          | Brave Woman                | 18 de março de 2015     | 18 de maio de 2016      | Quarta a Sexta15    | 20:0016             | —                   |
| Bolívia                        | ATB                 | La Guerrera                | 30 de março de 2015     | 23 de outubro de 2015   | Segunda a Sexta     | 20:30               | [ 304 ]             |
| El Salvador                    | TCS Canal 4         | La Guerrera                | 29 de abril de 2015     | 11 de dezembro de 2015  | Segunda a Sexta     | 13:00               | [ 305 ]             |
| Estados Unidos                 | MundoMax            | La Guerrera                | 8 de junho de 2015      | 7 de dezembro de 2015   | Segunda a Sexta     | 21:00               | [ 306 ]             |
| Porto Rico                     | MundoMax            | La Guerrera                | 8 de junho de 2015      | 7 de dezembro de 2015   | Segunda a Sexta     | 21:0019             | [ 306 ]             |
| Kosovo                         | 21 Mix              | E Guximshmja               | 24 de junho de 2015     | 5 de janeiro de 2016    | Segunda a Sexta     | 19:30               | [ 307 ]             |
| Gana                           | TV3                 | Brave Woman                | 17 de agosto de 2015    | 27 de junho de 2016     | Segunda a Quarta    | 21:00               | [ 308 ]             |
| Madagáscar                     | TVM                 | Captive                    | 31 de agosto de 2015    | presente                | Segunda a Sexta     | 18:45               | —                   |
| Coreia do Sul                  | TeleNovela          | 브레이브 우먼              | 7 de fevereiro de 2016  | 4 de junho de 2017      | Domingo             | 06:0020             | —                   |
| Etiópia                        | Kana TV             | የውበት እስረኞች                 | 4 de abril de 2016      | 14 de outubro de 2016   | Segunda a Sexta     | 21:00               | [ 309 ]             |
| Namíbia                        | Nina TV             | Brave Woman                | 17 de outubro de 2016   | 28 de abril de 2017     | Segunda a Sexta     | 20:4021             | [ 310 ]             |
| Gana                           | Nina TV             | Brave Woman                | 17 de outubro de 2016   | 28 de abril de 2017     | Segunda a Sexta     | 21:40               | [ 310 ]             |
| Libéria                        | Nina TV             | Brave Woman                | 17 de outubro de 2016   | 28 de abril de 2017     | Segunda a Sexta     | 21:40               | [ 310 ]             |
| Serra Leoa                     | Nina TV             | Brave Woman                | 17 de outubro de 2016   | 28 de abril de 2017     | Segunda a Sexta     | 21:40               | [ 310 ]             |
| Nigéria                        | Nina TV             | Brave Woman                | 17 de outubro de 2016   | 28 de abril de 2017     | Segunda a Sexta     | 22:40               | [ 310 ]             |
| Botsuana                       | Nina TV             | Brave Woman                | 17 de outubro de 2016   | 28 de abril de 2017     | Segunda a Sexta     | 23:40               | [ 310 ]             |
| Lesoto                         | Nina TV             | Brave Woman                | 17 de outubro de 2016   | 28 de abril de 2017     | Segunda a Sexta     | 23:40               | [ 310 ]             |
| Malawi                         | Nina TV             | Brave Woman                | 17 de outubro de 2016   | 28 de abril de 2017     | Segunda a Sexta     | 23:40               | [ 310 ]             |
| Essuatíni                      | Nina TV             | Brave Woman                | 17 de outubro de 2016   | 28 de abril de 2017     | Segunda a Sexta     | 23:40               | [ 310 ]             |
| África do Sul                  | Nina TV             | Brave Woman                | 17 de outubro de 2016   | 28 de abril de 2017     | Segunda a Sexta     | 23:40               | [ 310 ]             |
| Zâmbia                         | Nina TV             | Brave Woman                | 17 de outubro de 2016   | 28 de abril de 2017     | Segunda a Sexta     | 23:40               | [ 310 ]             |
| Zimbabwe                       | Nina TV             | Brave Woman                | 17 de outubro de 2016   | 28 de abril de 2017     | Segunda a Sexta     | 23:40               | [ 310 ]             |
| Quénia                         | Nina TV             | Brave Woman                | 18 de outubro de 2016   | 29 de abril de 2017     | Terça a Sábado      | 00:40               | [ 310 ]             |
| Sudão                          | Nina TV             | Brave Woman                | 18 de outubro de 2016   | 29 de abril de 2017     | Terça a Sábado      | 00:40               | [ 310 ]             |
| Sudão do Sul                   | Nina TV             | Brave Woman                | 18 de outubro de 2016   | 29 de abril de 2017     | Terça a Sábado      | 00:40               | [ 310 ]             |
| Tanzânia                       | Nina TV             | Brave Woman                | 18 de outubro de 2016   | 29 de abril de 2017     | Terça a Sábado      | 00:40               | [ 310 ]             |
| Uganda                         | Nina TV             | Brave Woman                | 18 de outubro de 2016   | 29 de abril de 2017     | Terça a Sábado      | 00:40               | [ 310 ]             |
| Quénia                         | Citizen TV          | Brave Woman                | 5 de dezembro de 2016   | 16 de junho de 2017     | Segunda a Sexta     | 18:00               | [ 311 ]             |
| Honduras                       | Pasiones            | La Guerrera                | 10 de janeiro de 2017   | 24 de julho de 2017     | Segunda a Sexta     | 17:00               | [ 312 ]             |
| Costa Rica                     | Pasiones            | La Guerrera                | 10 de janeiro de 2017   | 24 de julho de 2017     | Segunda a Sexta     | 17:00               | [ 312 ]             |
| Guatemala                      | Pasiones            | La Guerrera                | 10 de janeiro de 2017   | 24 de julho de 2017     | Segunda a Sexta     | 17:00               | [ 312 ]             |
| El Salvador                    | Pasiones            | La Guerrera                | 10 de janeiro de 2017   | 24 de julho de 2017     | Segunda a Sexta     | 17:00               | [ 312 ]             |
| México                         | Pasiones            | La Guerrera                | 10 de janeiro de 2017   | 24 de julho de 2017     | Segunda a Sexta     | 17:0022             | [ 312 ]             |
| Peru                           | Pasiones            | La Guerrera                | 10 de janeiro de 2017   | 24 de julho de 2017     | Segunda a Sexta     | 18:00               | [ 312 ]             |
| Equador                        | Pasiones            | La Guerrera                | 10 de janeiro de 2017   | 24 de julho de 2017     | Segunda a Sexta     | 18:00               | [ 312 ]             |
| Colômbia                       | Pasiones            | La Guerrera                | 10 de janeiro de 2017   | 24 de julho de 2017     | Segunda a Sexta     | 18:00               | [ 312 ]             |
| Venezuela                      | Pasiones            | La Guerrera                | 10 de janeiro de 2017   | 24 de julho de 2017     | Segunda a Sexta     | 19:00               | [ 312 ]             |
| Bolívia                        | Pasiones            | La Guerrera                | 10 de janeiro de 2017   | 24 de julho de 2017     | Segunda a Sexta     | 19:00               | [ 312 ]             |
| Paraguai                       | Pasiones            | La Guerrera                | 10 de janeiro de 2017   | 24 de julho de 2017     | Segunda a Sexta     | 20:0023             | [ 312 ]             |
| Chile                          | Pasiones            | La Guerrera                | 10 de janeiro de 2017   | 24 de julho de 2017     | Segunda a Sexta     | 20:0024             | [ 312 ]             |
| Argentina                      | Pasiones            | La Guerrera                | 10 de janeiro de 2017   | 24 de julho de 2017     | Segunda a Sexta     | 20:00               | [ 312 ]             |
| Uruguai                        | Pasiones            | La Guerrera                | 10 de janeiro de 2017   | 24 de julho de 2017     | Segunda a Sexta     | 20:00               | [ 312 ]             |
| Israel                         | Viva                | הלוחמת                     | 6 de fevereiro de 2017  | 22 de agosto de 2017    | Domingo a Quinta    | 23:20               | [ 313 ]             |
| Burquina Fasso                 | Nina TV             | Captive                    | 15 de março de 2017     | presente                | Segunda a Sexta     | 22:10               | [ 314 ]             |
| Costa do Marfim                | Nina TV             | Captive                    | 15 de março de 2017     | presente                | Segunda a Sexta     | 22:10               | [ 314 ]             |
| Guiné                          | Nina TV             | Captive                    | 15 de março de 2017     | presente                | Segunda a Sexta     | 22:10               | [ 314 ]             |
| Mali                           | Nina TV             | Captive                    | 15 de março de 2017     | presente                | Segunda a Sexta     | 22:10               | [ 314 ]             |
| Senegal                        | Nina TV             | Captive                    | 15 de março de 2017     | presente                | Segunda a Sexta     | 22:10               | [ 314 ]             |
| Togo                           | Nina TV             | Captive                    | 15 de março de 2017     | presente                | Segunda a Sexta     | 22:10               | [ 314 ]             |
| Benim                          | Nina TV             | Captive                    | 15 de março de 2017     | presente                | Segunda a Sexta     | 23:10               | [ 314 ]             |
| Camarões                       | Nina TV             | Captive                    | 15 de março de 2017     | presente                | Segunda a Sexta     | 23:10               | [ 314 ]             |
| República Centro-Africana      | Nina TV             | Captive                    | 15 de março de 2017     | presente                | Segunda a Sexta     | 23:10               | [ 314 ]             |
| Chade                          | Nina TV             | Captive                    | 15 de março de 2017     | presente                | Segunda a Sexta     | 23:10               | [ 314 ]             |
| República Democrática do Congo | Nina TV             | Captive                    | 15 de março de 2017     | presente                | Segunda a Sexta     | 23:10               | [ 314 ]             |
| Congo                          | Nina TV             | Captive                    | 15 de março de 2017     | presente                | Segunda a Sexta     | 23:10               | [ 314 ]             |
| Guiné Equatorial               | Nina TV             | Captive                    | 15 de março de 2017     | presente                | Segunda a Sexta     | 23:10               | [ 314 ]             |
| Níger                          | Nina TV             | Captive                    | 15 de março de 2017     | presente                | Segunda a Sexta     | 23:10               | [ 314 ]             |
| Burundi                        | Nina TV             | Captive                    | 16 de março de 2017     | presente                | Terça a Sábado      | 00:10               | [ 314 ]             |
| Gabão                          | Nina TV             | Captive                    | 16 de março de 2017     | presente                | Terça a Sábado      | 00:10               | [ 314 ]             |
| Ruanda                         | Nina TV             | Captive                    | 16 de março de 2017     | presente                | Terça a Sábado      | 00:10               | [ 314 ]             |
| Comores                        | Nina TV             | Captive                    | 16 de março de 2017     | presente                | Terça a Sábado      | 01:10               | [ 314 ]             |
| Djibouti                       | Nina TV             | Captive                    | 16 de março de 2017     | presente                | Terça a Sábado      | 01:10               | [ 314 ]             |
| Madagáscar                     | Nina TV             | Captive                    | 16 de março de 2017     | presente                | Terça a Sábado      | 01:10               | [ 314 ]             |
| Maurícia                       | Nina TV             | Captive                    | 16 de março de 2017     | presente                | Terça a Sábado      | 02:10               | [ 314 ]             |
| Seicheles                      | Nina TV             | Captive                    | 16 de março de 2017     | presente                | Terça a Sábado      | 02:10               | [ 314 ]             |
| Panamá                         | NEXtv               | La Guerrera                | 10 de abril de 2017     | presente                | Segunda a Sexta     | 20:00               | [ 315 ]             |
| Rússia                         | U Channel           | Спаси меня, Святой Георгий | 5 de fevereiro de 2018  | presente                | Segunda a Sexta     | 21.00               | [ 316 ]             |
| Nigéria                        | Montage TV          | Brave Woman                | Brevemente              | Brevemente              | Brevemente          | Brevemente          | —                   |

↑1  Transferida para as 17:45 entre os dias 4 e 29 de agosto de 2014.
↑2  Transferida para as 17:00 a partir do dia 28 de abril de 2014 e transferida para as 16:30 a partir do dia 18 de agosto de 2014.
↑3  Transferida para as 22:00
↑4  Transferida para as 21:00 e depois para as 18:50, e de Segunda a Sexta.
↑5  O último episódio foi transmitido 21:00-23:00.
↑6  Transferida para as 21:00.
↑7  Trasnferida para as Quintas. Trasnferida para Sexta e Sábado a partir do dia 22 de maio de 2015.
↑8  Exibida em capítulos duplos. Trasnferida para as 21:15 em capítulos duplos. Trasnferida para as 09:30 em capítulos simples a partir do dia 22 de maio de 2015. Trasnferida para as 10:00 a partir do dia 15 de janeiro de 2015.
↑9  Exibida também no horário alternativo das 15:10.
↑10  Exibida apenas em territórios e departamentos de ultramar da França: Guadalupe, Guiana Francesa, Martinica, Mayotte, Nova Caledónia, Reunião, Polinésia Francesa, São Bartolomeu, São Martinho, São Pedro e Miquelão e Wallis e Futuna pelo canal RFO.
↑11  Transferida para as 11:30.
↑12  Exibida em capítulos de 30 minutos.
↑13  O último episódio foi transmitido as 18:00.
↑14  Transferida para as 14:45. Entre o 25 e o 30 de setembro, e os 4 últimos episódios foram transmitidos as 15:30.
↑15  Trasnferida para Terça e Quarta.
↑16  Transferida para as 22:00.
↑17  Trasnferida para Segunda a Sexta a partir do dia 27 de janeiro de 2015.
↑18  Trasnferida para as 16:00 a partir do dia 27 de janeiro, e para as 15:00 a partir do 30 do mesmo mês.
↑19  Trasnferida para as 22:00 a partir do dia 2 de novembro.
↑20  Exibida em capítulos duplos. Transferida para as 07:00 em capítulos duplos. Transferida para as 03:00 em capítulos duplos a partir do dia 12 de fevereiro de 2017.
↑21  Transferida para as 22:40 a partir do dia 3 de abril.
↑22  Transferida para as 18:00 a partir do dia 3 de abril.
↑23  Transferida para as 19:00 a partir do dia 27 de março.
↑24  Transferida para as 19:00 a partir do dia 15 de maio.

## Música

### Nacional
Capa: Rodrigo Lombardi e Nanda Costa
| N.º | Título                                           | Música           | Personagem              | Duração |  |
| 1.  | "Esse Cara Sou Eu"                               | Roberto Carlos   | Théo e Morena           |         |  |
| 2.  | "Alma de Guerreiro"                              | Seu Jorge        | Abertura                |         |  |
| 3.  | "Me Deixas Louca (Me Vuelves Loco)"              | Maria Rita       | Bianca e Zyah           |         |  |
| 4.  | "Favela Fashion Week"                            | Leandro Sapucahy | Complexo do Alemão      |         |  |
| 5.  | "Tristeza"                                       | Diogo Nogueira   | Geral                   |         |  |
| 6.  | "Sorte e Azar"                                   | Barão Vermelho   | Carlos e Antônia        |         |  |
| 7.  | "Vive"                                           | Maria Bethânia   | Aída e Nunes            |         |  |
| 8.  | "Fazendo Coisa Boa"                              | Tchê Garotos     | Miro                    |         |  |
| 9.  | "Quando o Amor Acontece"                         | Nana Caymmi      | Stênio e Bianca         |         |  |
| 10. | "Tiranizar"                                      | Caetano Veloso   | Antônia e Celso         |         |  |
| 11. | "Meu Corpo quer Você" (part. esp.: Preta Gil)    | Naldo            | Drika e Pepeu           |         |  |
| 12. | "No Me Compares" (part. esp.: Alejandro Sanz)    | Ivete Sangalo    | Stênio e Helô           |         |  |
| 13. | "Mais um na multidão" (part. esp.: Marisa Monte) | Erasmo Carlos    | Érica e Théo            |         |  |
| 14. | "Amor Surreal"                                   | Alcione          | Delzuite                |         |  |
| 15. | "É Nóis Faze Parapapá" (part. esp.: Michel Teló) | Sorriso Maroto   | Pescoço                 |         |  |
| 16. | "Furdúncio"                                      | Roberto Carlos   | Lurdinha e Caíque       |         |  |
| 17. | "Aquele Abraço"                                  | Tim Maia         | Locação: Rio de Janeiro |         |  |
| 18. | "Mesmo que Seja Eu"                              | Ney Matogrosso   | Aída                    |         |  |

### Nacional 2
Capa: Roberta Rodrigues
| N.º | Título                                      | Música                | Personagem                  | Duração |  |
| 1.  | "Gatinha Assanhada"                         | Gusttavo Lima         | Lurdinha                    |         |  |
| 2.  | "Mineirinha Ferveu"                         | Paula Fernandes       | Geral                       |         |  |
| 3.  | "Bara Bara"                                 | Cristiano Araújo      | Pescoço                     |         |  |
| 4.  | "Beba Doida"                                | Gaby Amarantos        | Geral                       |         |  |
| 5.  | "Ousadia & Alegria"                         | Thiaguinho            | Geral                       |         |  |
| 6.  | "Dança Sensual"                             | MC Koringa            | Maria Vanúbia               |         |  |
| 7.  | "Batucada Quente"                           | Trio Preto +1         | Gafieira Estudantina        |         |  |
| 8.  | "Dança do Bole Bole"                        | Péricles              | Geral                       |         |  |
| 9.  | "Tô de Boa" (Ao Vivo)                       | João Bosco & Vinícius | [ 322 ]                     |         |  |
| 10. | "Celebrar"                                  | Jammil                | Geral                       |         |  |
| 11. | "De Cara pro Gol"                           | Jeito Moleque         | Élcio                       |         |  |
| 12. | "Um Amor Puro" (Part. esp.: Caetano Veloso) | Batuk D'Gueto         | Lucimar e Thompson          |         |  |
| 13. | "I Love you Baby"                           | Oba Oba Samba House   | Helô e Stênio               |         |  |
| 14. | "Toda Gostosa"                              | MC Leozinho           | Lurdinha, Rayanne e Vanúbia |         |  |
| 15. | "Volta por Cima"                            | Rose Barcellos        | Lucimar                     |         |  |
| 16. | "Como Você é Pra Mim"                       | Eddu Grau             | Théo e Márcia               |         |  |
| 17. | "Funk do Alemão"                            | MC Mingau             | Complexo do Alemão          |         |  |
| 18. | "Preta Pretinha"                            | Márcia Castro         | Morena                      |         |  |

### Internacional
- Capa: Domingos Montagner[317]

| N.º | Título                                                | Música           | Personagem      | Duração |  |
| 1.  | "I'll Never Love This Way Again"                      | Jesuton          | Théo e Morena   |         |  |
| 2.  | "93 Million Miles"                                    | Jason Mraz       | Zyah e Ayla     |         |  |
| 3.  | "Hurts Like Heaven"                                   | Coldplay         | Geral           |         |  |
| 4.  | "Red"                                                 | Taylor Swift     | Rosângela       |         |  |
| 5.  | "Tres Palabras"                                       | Luis Miguel      | Lívia e Théo    |         |  |
| 6.  | "They Very Thought of You" (part. esp.: Ana Carolina) | Tony Bennett     | Érica           |         |  |
| 7.  | "All of You"                                          | Colbie Caillat   | Geral           |         |  |
| 8.  | "What Could Have Been Love"                           | Aerosmith        | [ 317 ]         |         |  |
| 9.  | "Ride"                                                | Lana Del Rey     | Aisha           |         |  |
| 10. | "It Was Almot Like a Song"                            | Dionne Warwick   | Mustafá e Berna |         |  |
| 11. | "Lights"                                              | Ellie Goulding   | [ 317 ]         |         |  |
| 12. | "Finally Found You" (feat.: Sammy Adams)              | Enrique Iglesias | Geral           |         |  |
| 13. | "Sleep"                                               | Allen Stone      | Bianca          |         |  |
| 14. | "Golden People" (feat.: Jacq & King Tef)              | Mister Jam       | Boate           |         |  |
| 15. | "Girl on Fire"                                        | Alicia Keys      | Bianca e Zyah   |         |  |
| 16. | "Shattered Dreams"                                    | Cyndi Lauper     | Antonia         |         |  |
| 17. | "My Favorite Girl"                                    | P9               | Boate           |         |  |
| 18. | "As Long You Love Me"                                 | Oridnarius       | [ 317 ]         |         |  |
| 19. | "I'm in the Mood for Love"                            | Rod Stewart      | Théo            |         |  |